# Crustose

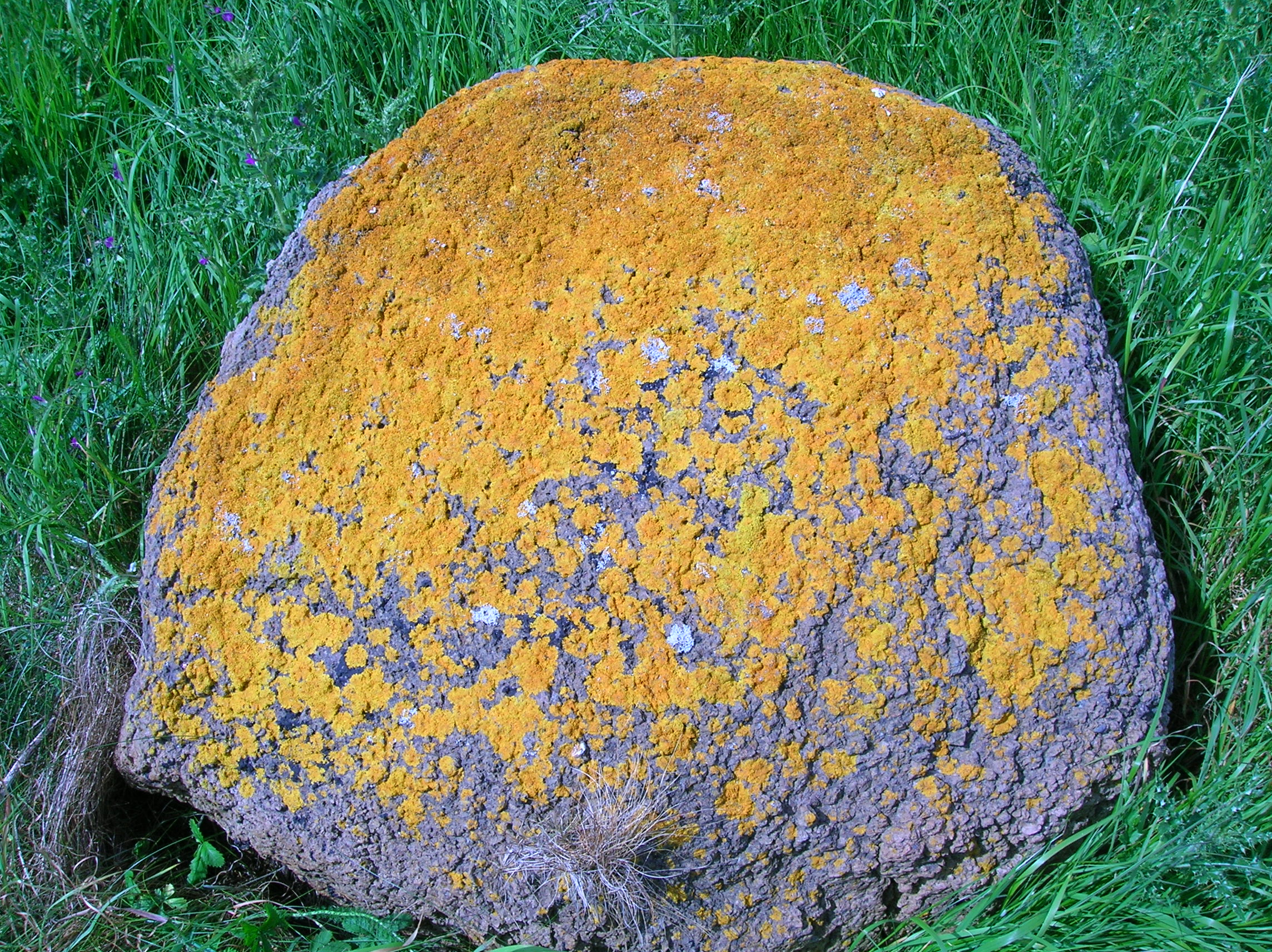
Een korstvormig korstmos: Gelobde zeecitroenkorst (Caloplaca marina)

Korstvormig (Engels: crustose) is een groeiwijze van korstvormige korstmossen en sommige soorten algen waarin deze stevig vastgehecht op een substraat groeien. Korstvormende organismen hechten op alle punten zeer nauw aan de ondergrond en komen voor op steen, rotsen en boomschors.
Sommige soorten van de roodwieren (Rhodophyta), met name leden van de orde Corallinales, familie Corallinaceae, onderfamilie Melobesioideae met celwanden die calciumcarbonaat bevatten, groeien tot grote diepten in de getijdenzone en vormen korsten op verschillende substraten. Het substraat kan bestaan uit rotsen in de gehele intergetijdenzone, planten zoals mangrove, dieren zoals weekdieren (op de schelp) of, zoals in het geval van de Corallinales, rifbouwende koralen. De koraalrode algen zijn belangrijke leden van koraalrifgemeenschappen en metselen de koralen samen met hun korsten. Onder de bruinwieren omvat de orde Ralfsiales twee families van korstvormende algen.